# Vallejera de Riofrío
Vallejera de Riofrío es un municipio y localidad española de la provincia de Salamanca, en la comunidad autónoma de Castilla y León. Se integra dentro de la comarca de la Sierra de Béjar. Pertenece al partido judicial de Béjar.
Su término municipal está formado por las localidades de Vallejera de Riofrío y El Puerto, ocupa una superficie total de 7,26 km² y tiene una población de 72 habitantes (INE 2024).
Es el segundo municipio más alto de la provincia de Salamanca después del pueblo de la Hoya, con 1240 m sobre el nivel del mar. El pueblo limita al norte con Fresnedoso y Sorihuela, al oeste, con Sanchotello, al sur, con Béjar y al este, con Navacarros y La Hoya. La alcaldesa es Pilar Martín Hernández desde hace varias candidaturas. Vallejera de Riofrío, se compone en su término municipal por un núcleo de población y por el pueblo primitivo.
La Dehesa de Vallejera es uno de los prados más extensos del término municipal, ya colindando con el término municipal de Béjar. Es del ayuntamiento, y en él pastan las vacas del municipio. Antiguamente todos los ganaderos del término municipal se trasladaban todos los días a ver sus ganados. Actualmente quedan muy pocos y ya casi está inutilizado. 
Tiene varias fuentes naturales que nacen de la sierra, y del cual beben sus vacas, ya que permanecen todo el año desalojando agua sin llegar a secarse. Tiene una superficie total de aproximadamente 75 hectáreas. Su máxima altitud es de 1260 m y su mínima es de 1090 m. Está a apenas 1,6 km del centro del pueblo.
El albergue municipal, propiedad del Ayuntamiento, es un edificio ubicado en la calle Abajo y sirve como centro de estancia para turistas. Cuenta con un máximo de 25 plazas y tiene un gran comedor, habitaciones, baños y unas bonitas vistas a la sierra de Béjar. Este edificio hasta el año 1978 fue el colegio del pueblo, y debido a la despoblación tuvo que cerrarse. Para no mantener desocupado el edificio, el Ayuntamiento lo restauró y lo convirtió en el actual albergue.

## Geografía

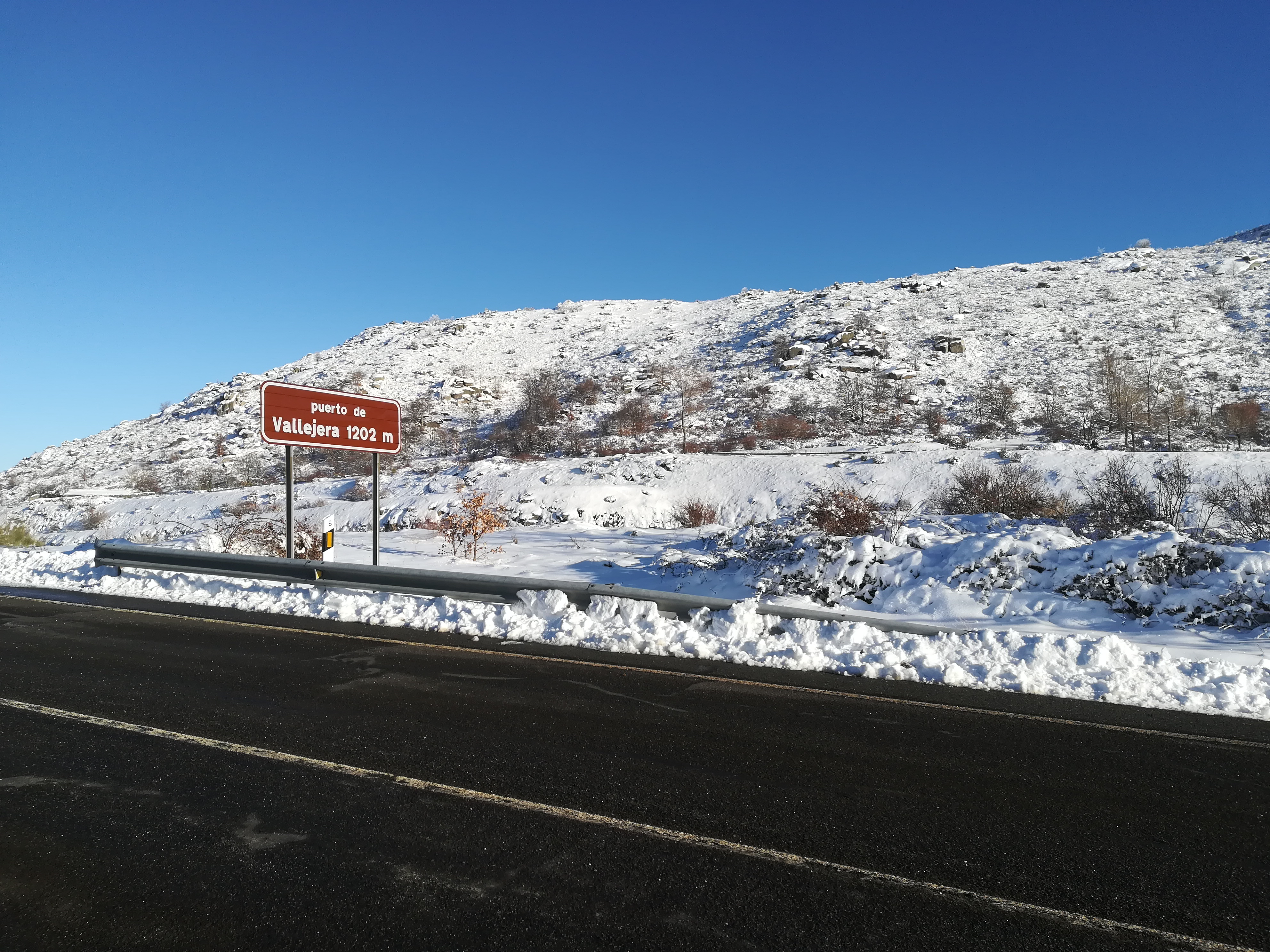
Puerto de Vallejera nevado

Integrado en la comarca de Sierra de Béjar, se sitúa a 69 kilómetros de Salamanca. El término municipal está atravesado por la Autovía Ruta de la Plata (A-66) y por la carretera nacional N-630, entre los pK 407 y 409, además de por la carretera provincial SA-100, que se dirige hacia Navacarros. 
El relieve del municipio es montañoso, formando parte de la Sierra de Béjar. La altitud oscila entre los 1523 m (pico Cabeza Gorda) y los 1085 m, a orillas de un arroyo. En su término municipal se sitúa el puerto de Vallejera, un paso de montaña que se encuentra a 2,2 km de la localidad y a 1200 m sobre el nivel del mar. El pueblo se encuentra a una altitud de 1130 m. 
Sus bosques son de robles, pinos, castaños y fresnos.
| Noroeste: Sanchotello | Norte: Fresnedoso | Nordeste: Sorihuela |
| Oeste: Béjar          |                   | Este: La Hoya       |
| Suroeste: Béjar       | Sur: Navacarros   | Sureste: Navacarros |

### Caminos y rutas
En Vallejera hay muchas rutas, que se pueden realizar a pie o en bici:
A pie
- Ruta de los tres pueblos. Vallejera - Camino del Cubillo - La Hoya - Camino antiguo de Navacarros - Navacarros - Camino del Río Riofrío - Vallejera. Tiene un nivel de dificultad bajo, siendo una ruta fácil y con poco desnivel, siendo la altura mínima de 1109 m y la máxima de 1237 m. Tiene una longitud de 6,04 km y una duración aproximada de 2 horas y 15 minutos.

- Ruta del Puerto. Vallejera - Camino del Sendero - Puerto de Vallejera - Fresnedoso - fuente del Cántaro - carretera vieja - Vallejera. Tiene un nivel de dificultad baja y su altura mínima es de 1030 m y la máxima 1235 m. Su longitud total es de 7,32 km y tiene una duración aproximada de 2 horas y 20 minutos.

- Ruta de la Sierra. Vallejera - Camino del Cubillo - La Hoya - Camino antiguo de Navacarros - Navacarros - Carretera de Candelario - Candelario - Camino de los Pinos - Béjar - Camino de Vistahermosa - Vallejera. Tiene un nivel de dificultad medio-bajo y su altura mínima es de 950 m y la máxima 1260 m. Su longitud total es de 16,89 km y tiene una duración aproximada de 4 horas y 10 minutos.

- Ruta al Caño La Zorra. Vallejera - Dehesa de Vallejera - Caño la Zorra - La Covacha - Val de San Juan - Cabeza Gorda - Puerto de Vallejera - Camino del Sendero - Vallejera. Tiene un nivel de dificultad medio y su altura mínima es de 1090 m y la máxima 1521 m. Su longitud total es de 15,50 kilómetros y tiene una duración aproximada de 4 horas y 55 minutos.

- Ruta de Cabeza Gorda. Vallejera - Puerto de Vallejera - Cabeza Gorda - Valle de Valdesangil - Sanchotello - Fresnedoso - Camino del Puerto - Vallejera. Tiene un nivel de dificultad medio y su altura mínima es de 920 m y la máxima 1521 m. Su longitud total es de 17,11 km y tiene una duración aproximada de 5 horas y 30 minutos.

En bicicleta
- Subida a la Covatilla. Vallejera - La Covatilla - Vallejera. Tiene un nivel de dificultad media-alta y su altura mínima es de 1130 m. y la máxima 1960 m. Su longitud total es de 24,85 kilómetros y tiene una duración aproximada de 2 horas y 45 minutos.

- Vuelta por el Valle del Corneja. Vallejera - El Barco de Ávila - Piedrahíta - Santibáñez de Béjar - Sorihuela - Vallejera. Nivel de dificultad media-baja y su altitud mínima es de 905 m. y la máxima 1280 m. Su longitud total es de 73,29 km y tiene una duración aproximada de 6 horas y 30 minutos.

Escalada
- El mayor lugar de escalada en Vallejera es Cabeza Gorda, paraje característico en la zona por sus fuertes pendientes y grandes peñas rocosas que superan los 1500 m de altitud.

### Hidrografía
Vallejera de Riofrío tiene abundante agua durante todo el año, debido a las intensas precipitaciones que superan los 1000 mm al año. En el interior del municipio hay varias fuentes, entre ellas La fuente del caño, en la entrada del pueblo y frente al ayuntamiento, y el chorro, en la subida al cementerio. Ambos no se secan en todo el año. También hay varias fuentes que nacen en forma de manantiales en las montañas colindantes, como en el Cubillo, el puerto de Vallejera, en la dehesa, y en Cabeza Gorda. En el municipio por un extremo pasa el Regato Fresnedas y por el otro lado pasa el regato del Puerto, ambos caudalosos en invierno pero secos en verano, ya que por su corto recorrido, en verano recibe un gran estiaje. El más grande es el arroyo de Cabeza Gorda, que nace en el monte de su mismo nombre.

### Clima

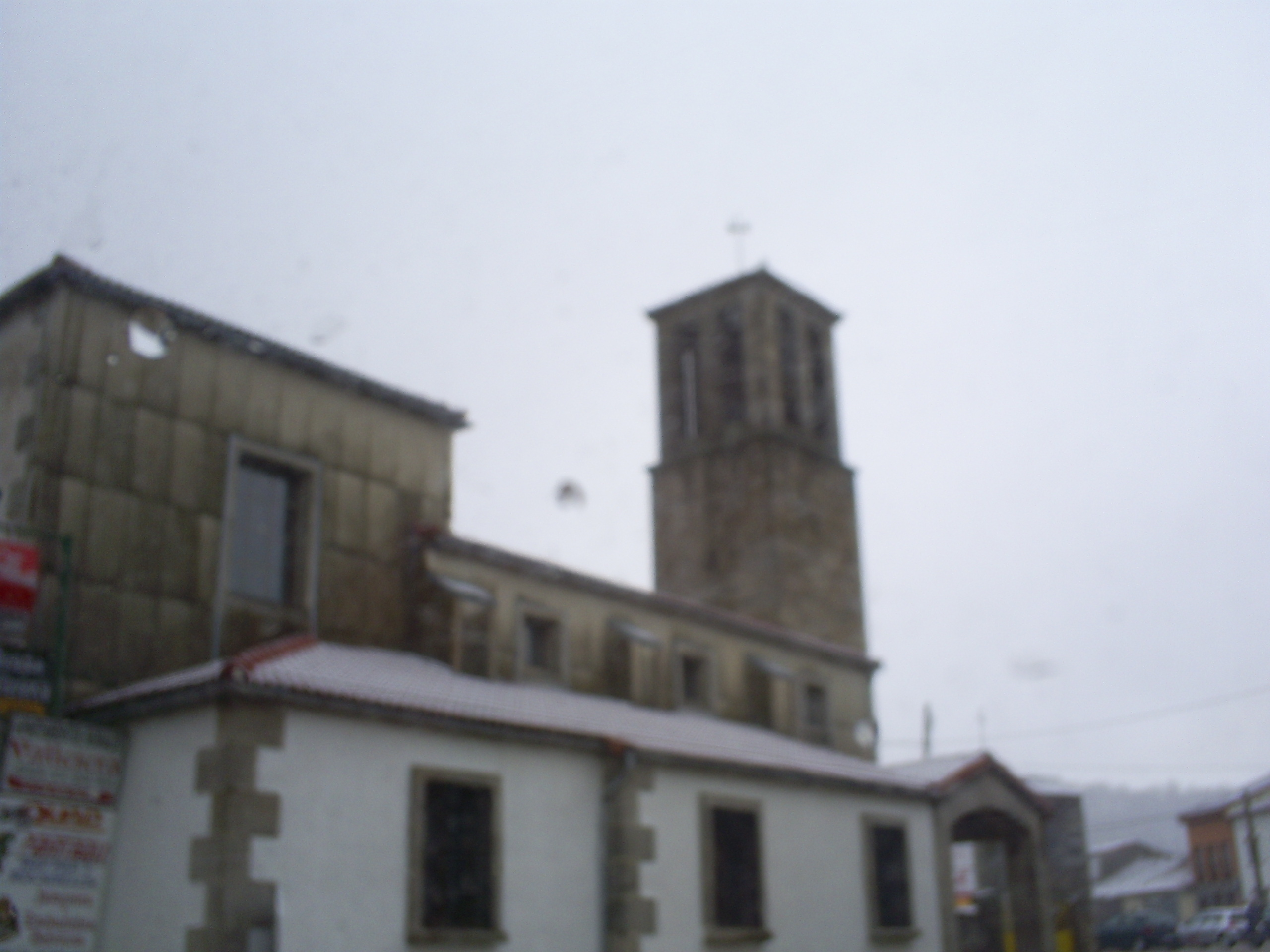
Iglesia de Vallejera nevada

Vallejera de Riofrío tiene un clima oceánico-continentalizado, con invierno muy fríos y lluviosos, con abundantes nevadas (de media 30 días al año), por su elevada altitud y cercanía a la sierra. La primavera es fresca, nevando varias veces todos los años en el mes de abril, pero con periodos de intenso calor, y con las mayores precipitaciones de todo el año. El verano es caluroso y seco pero corto. Ya en el mes de agosto vuelve por las noches el frío. El otoño es un periodo lluvioso y es más frío que la primavera, registrándose ya en noviembre las primeras nevadas.
En el pueblo sigue habiendo batipuertas, puertas de madera que tapaban la entrada a la vivienda cuando las nevadas eran muy abundantes, e incluso se siguen utilizando (aunque ya muy poco). Actualmente la temperatura media al año en España ronda los 15 °C, y en el municipio es de 9,45 °C, siendo especialmente frío el año 1993, con 8 °C de media. En cuanto a la precipitación, en la capital Salmantina es de unos 400 mm por año. En el pueblo la precipitación puede llegar a los 1600 mm como en el año 1995, datos que supera incluso a lugares de Galicia, famosos por sus intensas precipitaciones.
| Parámetros climáticos promedio de Vallejera de Riofrío | Parámetros climáticos promedio de Vallejera de Riofrío | Parámetros climáticos promedio de Vallejera de Riofrío | Parámetros climáticos promedio de Vallejera de Riofrío | Parámetros climáticos promedio de Vallejera de Riofrío | Parámetros climáticos promedio de Vallejera de Riofrío | Parámetros climáticos promedio de Vallejera de Riofrío | Parámetros climáticos promedio de Vallejera de Riofrío | Parámetros climáticos promedio de Vallejera de Riofrío | Parámetros climáticos promedio de Vallejera de Riofrío | Parámetros climáticos promedio de Vallejera de Riofrío | Parámetros climáticos promedio de Vallejera de Riofrío | Parámetros climáticos promedio de Vallejera de Riofrío | Parámetros climáticos promedio de Vallejera de Riofrío |
| Mes                                                    | Ene.                                                   | Feb.                                                   | Mar.                                                   | Abr.                                                   | May.                                                   | Jun.                                                   | Jul.                                                   | Ago.                                                   | Sep.                                                   | Oct.                                                   | Nov.                                                   | Dic.                                                   | Anual                                                  |
| ------------------------------------------------------ | ------------------------------------------------------ | ------------------------------------------------------ | ------------------------------------------------------ | ------------------------------------------------------ | ------------------------------------------------------ | ------------------------------------------------------ | ------------------------------------------------------ | ------------------------------------------------------ | ------------------------------------------------------ | ------------------------------------------------------ | ------------------------------------------------------ | ------------------------------------------------------ | ------------------------------------------------------ |
| Temp. media (°C)                                       | 0.9                                                    | 2.1                                                    | 5.3                                                    | 8.1                                                    | 10.6                                                   | 15.6                                                   | 19.8                                                   | 20.1                                                   | 13.5                                                   | 9.6                                                    | 6.3                                                    | 1.7                                                    | 9.46                                                   |
| Precipitación total (mm)                               | 189                                                    | 150                                                    | 128                                                    | 168                                                    | 129                                                    | 36                                                     | 17                                                     | 16                                                     | 44                                                     | 86                                                     | 145                                                    | 167                                                    | 1275                                                   |
| Días de nevadas (≥ 1 mm)                               | 12                                                     | 10                                                     | 4                                                      | 1                                                      | 0                                                      | 0                                                      | 0                                                      | 0                                                      | 0                                                      | 0                                                      | 1                                                      | 5                                                      | 33                                                     |
| [cita requerida]                                       |                                                        |                                                        |                                                        |                                                        |                                                        |                                                        |                                                        |                                                        |                                                        |                                                        |                                                        |                                                        |                                                        |

### Vegetación
Se compone por bosque caducifolio, donde sin duda el árbol que más abunda es el castaño, siendo casi el 60 % de los árboles totales del término municipal. También el castaño es importante porque Vallejera junto con los pueblos colindantes de Neila, Béjar, Candelario, Cantagallo, Puerto de Béjar, Navacarros, El Cerro, Peñacaballera, Montemayor del Río, Hervás, La Garganta y Tornavacas, es la zona de Europa con más castaños, superando a zonas de Francia y Reino Unido, de ahí a que la zona se pueda conocer incluso internacionalmente.[cita requerida] Se considera que en estas 12 poblaciones hay más castaños que en toda la comunidad de Madrid y la provincia de Cuenca juntas.[cita requerida] De ahí a que la sierra de esta zona se llame la Serranía de los Castaños, ya que el 85% de los árboles son castaños.[cita requerida] En el municipio también hay robles, fresnos y hayas, y entre arbustos lo que más abundan son las zarzamoras.

## Historia
Vallejera de Riofrío era un municipio que se encontraba dentro de la Comunidad de Villa y Tierra de Béjar, desde 1219, la cual se componía económicamente por el Quarto de Abajo, el Quarto de la Sierra, el Quarto del campo y el Quarto de Valvaneda, este último, al que pertenecía. Antiguamente la población se llamaba Vallegera de Béjar. Estaba bajo la defensa de Béjar, debido a su cercanía, junto con Navacarros y la zona de La Hoya, (aunque en esta época el pueblo de La Hoya estaba deshabitado). En aquella época Vallegera contaba con aproximadamente 100 vecinos. También la batalla de las Navas de Tolosa, tuvo que ver algo con la historia del municipio, aunque sin duda lo más importante ocurrió en Sorihuela, Béjar, Candelario y Sanchotello. Hasta el año 1215 Vallejera formó parte de la comunidad de villa y tierra de Ávila, y se desune en esta década del territorio Abulense, (aprox. 1219), para formar ya parte de la villa y tierra de Béjar.
Como parte de la comunidad bejarana, tras la pérdida del voto en Cortes de Béjar y su paso a depender de Salamanca en ese aspecto a partir de 1425, hecho favorecido por el paso de Béjar y su territorio a manos de los Zúñiga en 1396, Vallejera pasó a formar parte del Reino de León, en el que se ha mantenido en las divisiones territoriales de Floridablanca en 1785 y finalmente en la de 1833 en que se crean las actuales provincias, quedando integrado Vallejera en la provincia de Salamanca, dentro de la Región Leonesa.
A mediados del siglo XIX, el lugar tenía contabilizada una población de 176 habitantes. Aparece descrito en el decimoquinto volumen del Diccionario geográfico-estadístico-histórico de España y sus posesiones de Ultramar de Pascual Madoz de la siguiente manera:

VALLEGERA: l. con ayunt. en la prov. de Salamanca (11 leg.), part. jud. de Bejar (1 1/2), dióc. de Plasencia, aud. terr. de Valladolid y c. g. de Castilla la Vieja. sit. en el puerto de Bejar en la marg. izq. de Riofrio; el clima no es muy frio, y las enfermedades comunes los catarros y calenturas. Tiene 45 casas de mediana construccion, formando cuerpo de pobl. en la que hay algunas fuentes, de cuyas aguas se surten los vec.; una igl. parr. y un cementerio saludable. Confina el térm. por el N. con el de Fresnedoso; E. Gilbuena; S. Navacarros, y O. Valdesangil; hay en él infinitos manantiales de escelentes aguas y pasa el r. anteriormente citado. El terreno es pedregoso, de secano y de mediana calidad. Los caminos vecinales. El correo se recibe de Bejar. prod.: trigo, centeno, legumbres y pastos; hay ganado lanar, vacuno, cabrio y de cerda, y caza menor. pobl.: 45 vec., 176 almas. riqueza prod.: 158,250 rs. imp.: 9,712.
(Madoz, 1849, p. 599)

## Demografía
Vallejera de Riofrío cuenta con una población de 72 habitantes (INE 2024).
| Gráfica de evolución demográfica de Vallejera de Riofrío entre 1857 y 2021 |
| |
| Población de derecho según los censos de población del INE Población de hecho según los censos de población del INEEn estos censos se denominaba Vallejera: 1842, 1857, 1860, 1877, 1887, 1897, 1900 y 1910 |

La población en invierno es de unos 55 a 65 vecinos y en verano la población asciende notablemente. Según el padrón municipal el municipio a principios del siglo XX tenía unos 400 vecinos. La población más ínfima se produjo en 1992 con unos 48 habitantes. En 2010 tenía 69 habitantes según el ayuntamiento, 21 más que hace 19 años. A día 01/01/2018 la población era de 76 habitantes.

### Transporte
El municipio está muy bien comunicado por carretera siendo atravesado tanto por la nacional N-630 que une Gijón con Sevilla como la autovía Ruta de la Plata que tiene el mismo recorrido que la anterior y cuenta con salida en el pueblo, permitiendo así unas comunicaciones más rápidas del municipio con el exterior. Destaca además la carretera SA-100 que surge del cruce con la nacional y conecta con la provincia de Ávila en sentido este enlazando con la AV-100 y con la estación de esquí de La Covatilla a través de la DSA-180.
En cuanto al transporte público se refiere, tras el cierre de la ruta ferroviaria de la Vía de la Plata, que pasaba por el municipio de Béjar y contaba con estación en el mismo, no existen servicios de tren en el municipio ni en los vecinos, ni tampoco línea regular con servicio de autobús, siendo la estación más cercana la de Béjar. Por otro lado el aeropuerto de Salamanca es el más cercano, estando a unos 70km de distancia.
En datos de diciembre de 2014 es preocupante el número de accidentes de tráfico protagonizados en el término municipal desde hace diez años en adelante. Se han contabilizado un total de 2 fallecidos y 11 heridos en un total de 6 accidentes, de los que no se saben las causas ya que la red de carreteras en el municipio de Vallejera se localizan vías con buena señalización y visibilidad. Se hace hincapié en los despistes y los factores climáticos de la zona (nieblas, nieve, placas de hielo...).[cita requerida]

## Economía

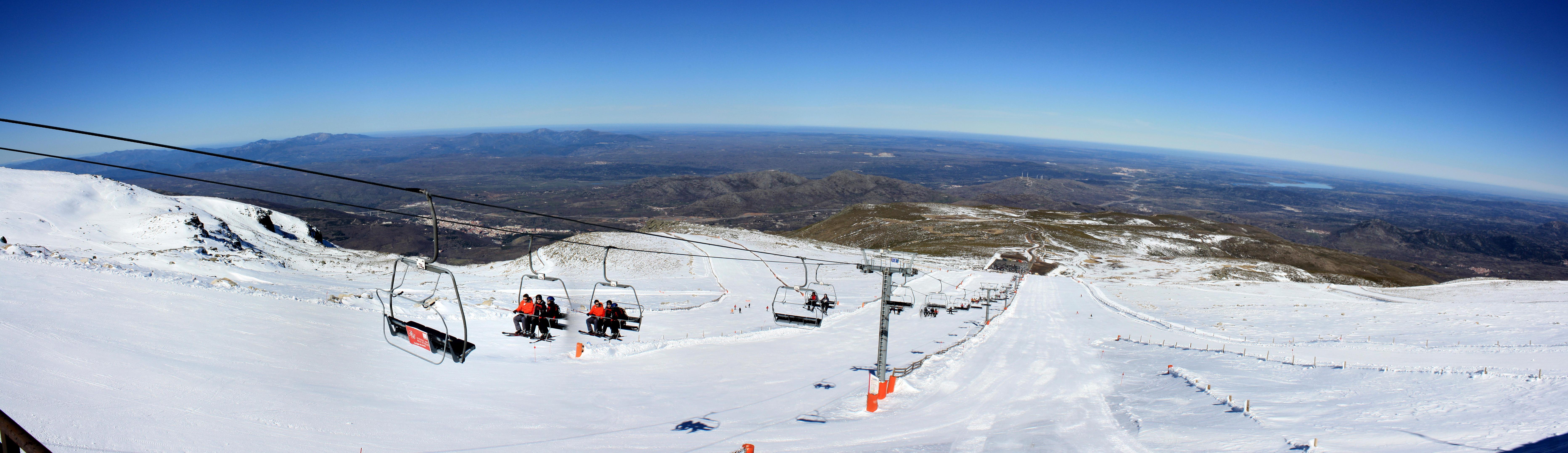
Estación de Esquí La Covatilla, fuente económica de Vallejera de Riofrío y otros pueblos cercanos

La mayor parte de la población trabaja en la albañilería y en la hostelería, ya que el municipio sobrevive gracias al turismo. Está a 10 kilómetros de la estación de esquí Sierra de Béjar-La Covatilla. También reúne una gran belleza paisajística, como elevadas montañas en la que se puede hacer escalada, y rutas y caminos dónde se puede conocer la fauna y flora del municipio. Se compone mayormente por bosques caducifolios: hayas, fresnos, castaños, pinares, robles etc. El pueblo cuenta con varios apartamentos rurales, un hotel, un albergue municipal Sietepeñas, autoescuelas España (Vallejera), complejo turístico La Cabañuelas, bar-restaurante La Corrobla, bodegas Bocamar, fábrica de embutidos Sierra Charra y varias empresas de construcción. 

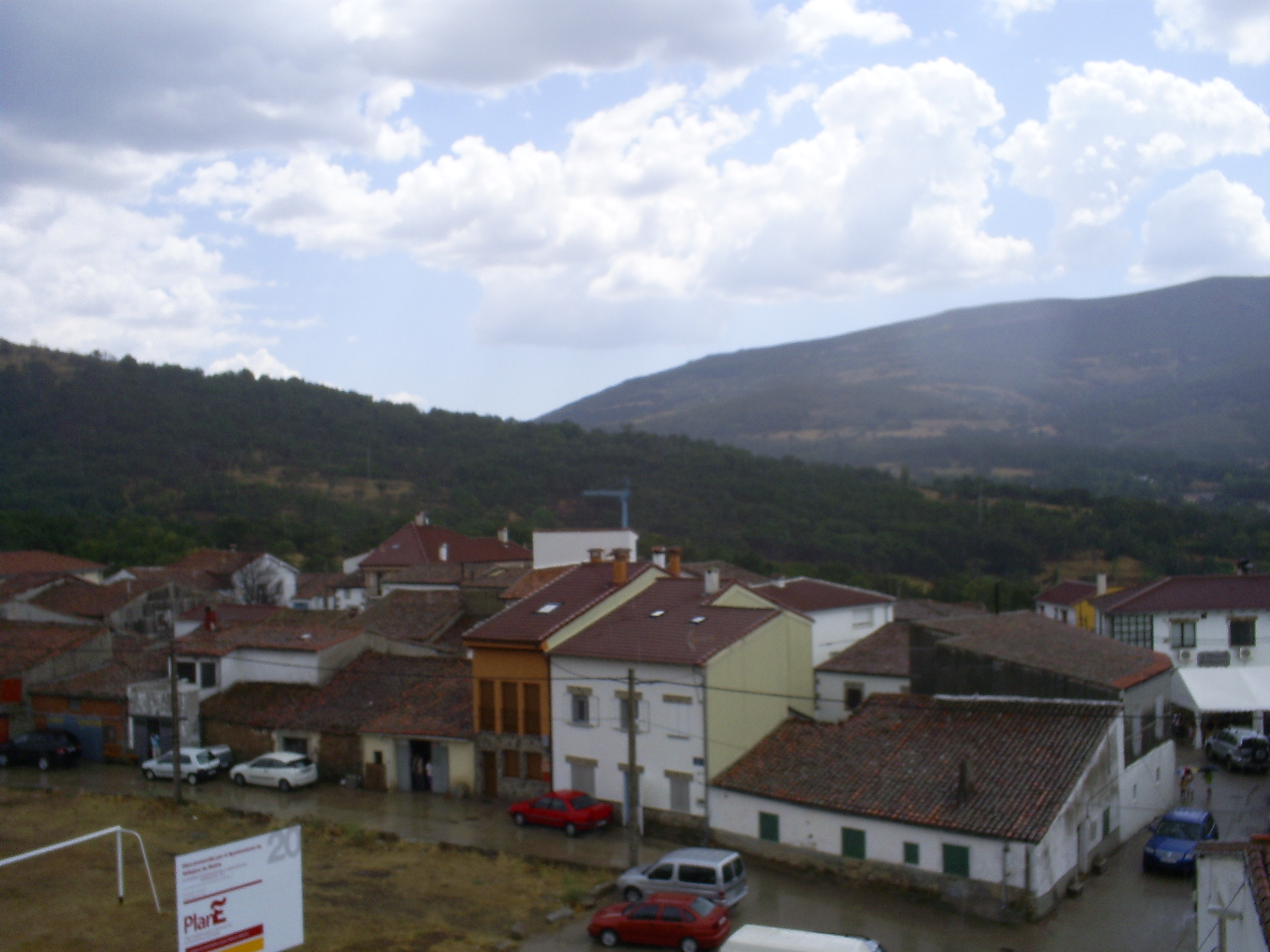
Vista del pueblo desde el campanario

Vallejera es un municipio que persiste gracias al turismo, sobre todo de invierno. Cuenta con un hotel, varios apartamentos rurales, y esto se debe a la cercanía de la estación de esquí La Covatilla-Sierra de Béjar. En el municipio hay más plazas hoteleras que vecinos residentes, según el ayuntamiento. Sus hospedajes son en un 60 % de nacionalidad española, un 30 % de nacionalidad portuguesa (debido a la cercanía de Portugal) y en un 10 % de otros países. Otro dato importante es su pertenencia junto con otros municipios a la reserva de la biosfera Sierras de Béjar y Francia, declarada como tal por la Unesco.

## Cultura
En los últimos años el municipio se está innovando con nuevas actividades, como por ejemplo las Jornadas de Cine Solidario, cuya recaudación se donó a Cruz Roja Española, con el apoyo del ayuntamiento y la Asociación Vallejera Joven. Se celebró en el albergue municipal. También en los últimos años se está celebrando las denominadas Noches de Verano, con espectáculos para el disfrute de los jóvenes del pueblo. En 2010 se realizaron las jornadas Me cambio de pueblo, aprendiendo las costumbres y viendo los paisajes de la localidad, además de la extensa gastronomía de estas tierras. En 2012 se celebraron las Noches de Rock, con dos conciertos en el mesón Vallejera.

### Fiestas

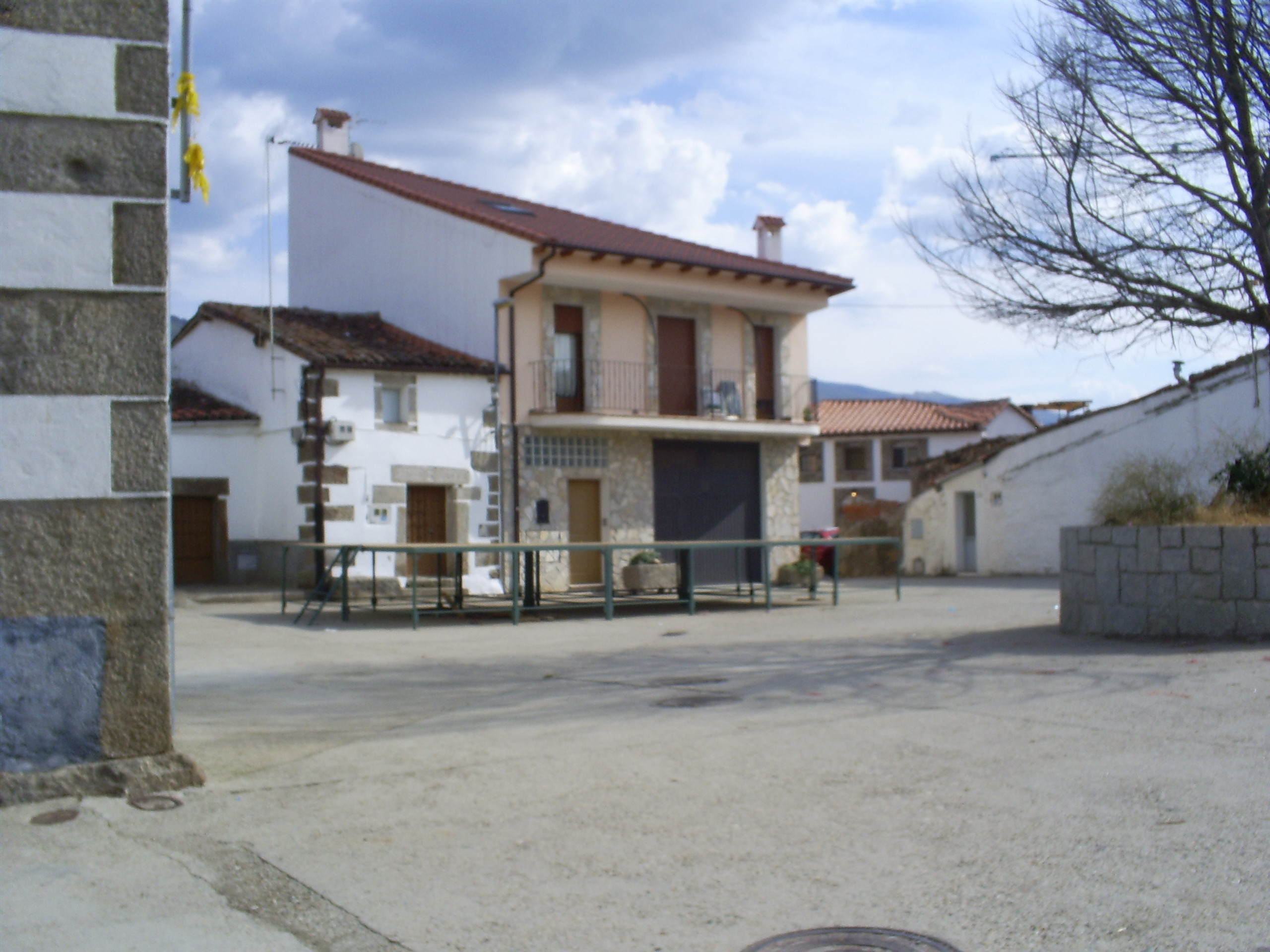
Plaza mayor de Vallejera de Riofrío. En la imagen se observa el escenario de las fiestas patronales

- Fiestas del Cristo. Estas fiestas son primaverales, registrándose el segundo fin de semana de mayo. Principalmente en ella se celebra la procesión del Cristo de Vallejera. Este cristo va acompañado durante toda la procesión por un cerezo cortado, (el día antes), y el cual tiene colgado en sus ramas galletas, fruta, rosquillas, perrunillas, mantecados etc. las cuales son comidas por los vecinos al finalizar el acto religioso.
- Fiestas patronales. Estas fiestas son celebradas a mediados de agosto, en honor al patrón y patrona de Vallejera; San Roque y Ntra. Sra. de la Encarnación. Suelen tener una duración de 5 días, y en ella se celebran procesiones, verbenas, juegos infantiles, talleres, campeonatos de fútbol (en las Eras), y suelen finalizar con el tradicional bingo de mujeres en el salón del ayuntamiento. Estos son los días que más gente recibe el pueblo, del municipio y de fuera, ya que también se acercan a las fiestas sobre todo de los municipios de Navacarros y de Béjar.
- Los santos. Son las fiestas menos importantes y más frescas, celebrándose el 1 de noviembre. En ella se celebra una misa en el cementerio municipal en honor a todos los difuntos del pueblo.

### Patrimonio

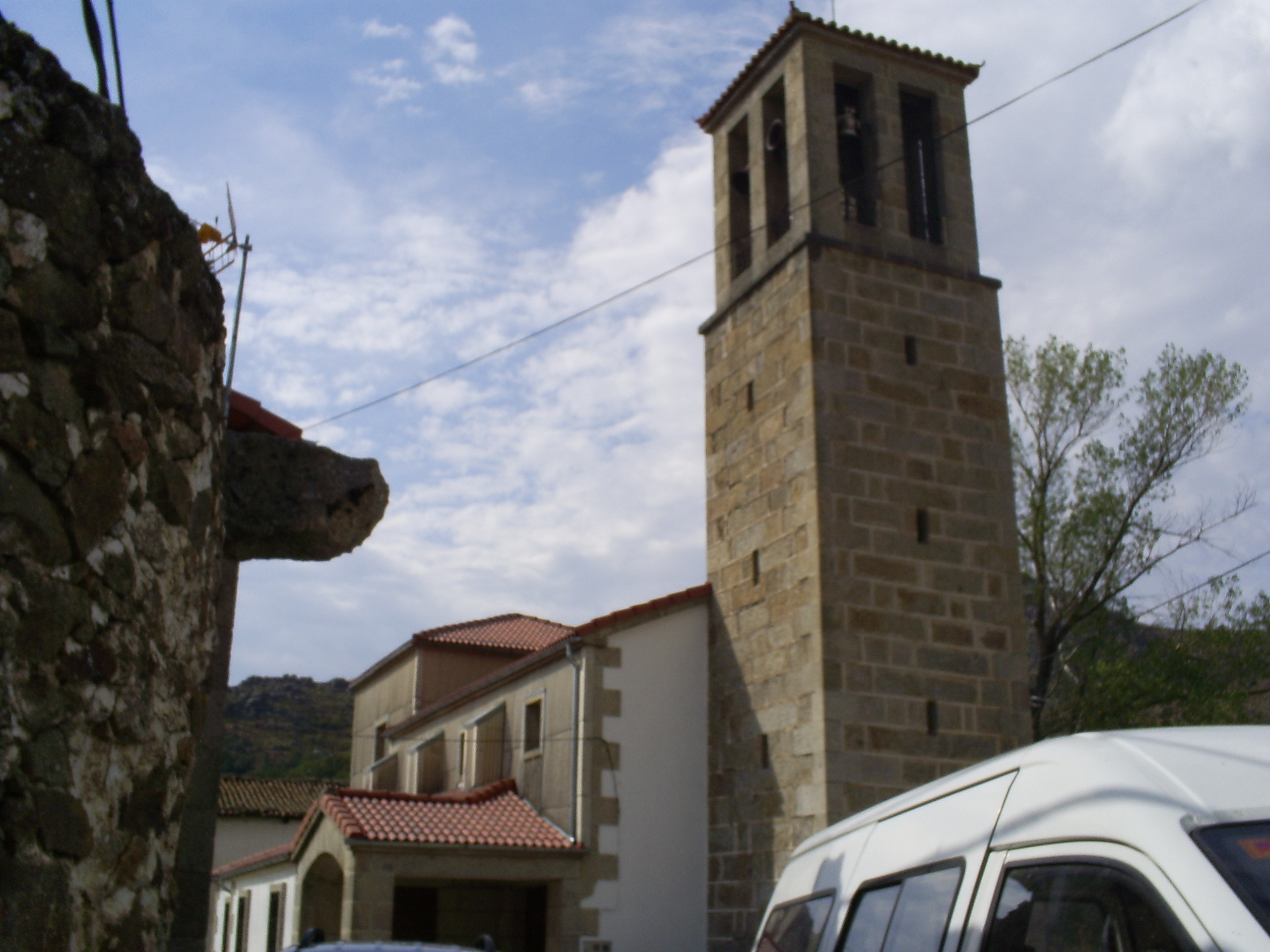
Iglesia de Nª Sra. de la Encarnación y San Roque

- Iglesia de Ntra. Sra. de la Encarnación y San Roque. Se localiza a la entrada del pueblo, junto a la N-630. Su construcción es aproximadamente a finales del siglo XIX, entre los años 1880-1890. Se compone por tres naves (Una principal y dos pequeñas) y junto a ellas el campanario. En su exterior se compone por un pórtico, dónde se localiza la entrada al salón parroquial (ya inutilizada), y la entrada principal. En el tejado del pórtico se halla la Cruz de la Victoria. Su campanario, formado por piedras de granito apiladas, alcanza los 15 metros de altura. En el superior se localizan dos campanas y un esquilín. En el tejado de la torre, una veleta apunta hacia el sur y colma el campanario. En su interior se forma por una zona baja, con grandes bancos y un pasillo principal. En esta zona permanece una tradición del pueblo y otros tantos de la zona, todas las mujeres en una zona del pasillo, y los hombres en la otra. En la zona intermedia, el altar con las imágenes del Cristo de Vallejera y San Roque, y en lo alto Ntra. Sra. de la Encarnación, presidiendo la iglesia. En la zona superior (teniendo que subir a ella por el campanario), se localiza la tribuna o el estrado, con vista a gran parte del templo. Entre los años 2009-2011 aprox., se llevó a cabo la total restauración de su interior y el tejado, ventanas y pintura en el exterior.
- La iglesia parroquial católica bajo la advocación de Nuestra Señora de la Encarnación, en la archidiócesis de Mérida-Badajoz, diócesis de Plasencia, arciprestazgo de Béjar.[7]
- El pilar que hay a la entrada del pueblo.
- El lavadero del pueblo, dónde antiguamente lavaban la ropa sus gentes, y que es del siglo XIX.

## Administración y política

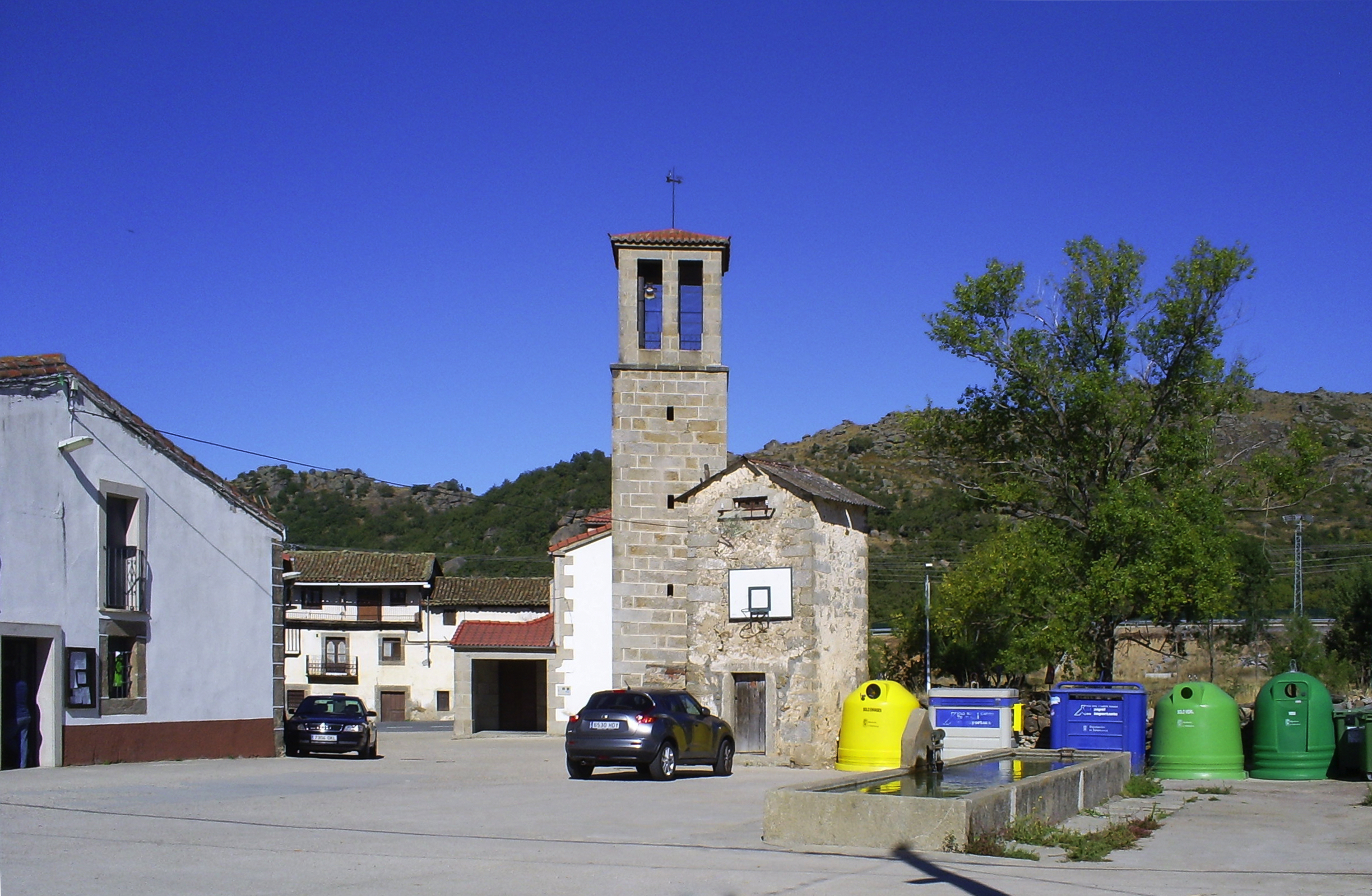
Ayuntamiento e iglesia

El ayuntamiento es un edificio de dos alturas dónde se encuentra el consultorio médico, el salón de asambleas y la corporación municipal.
| Periodo   | Nombre                       | Partido | Partido                           |
| --------- | ---------------------------- | ------- | --------------------------------- |
| 1979-1983 | Joaquín Martí García         |         | Unión de Centro Democrático (UCD) |
| 1983-1987 | Germán García García         |         | Alianza Popular (AP)              |
| 1987-1991 | Florentino Campo García      |         | Centro Democrático y Social (CDS) |
| 1991-1995 | Juan José Pérez Bullón       |         | Independiente                     |
| 1995-1999 | Jose Miguel Sánchez Tomás    |         | Candidatura por Vallejera (CV)    |
| 1999-2019 | María Pilar Martín Hernández |         | Candidatura por Vallejera (CV)    |
| 2019-2020 | María Pilar Martín Hernández |         | Independientes por Vallejera (IV) |

| Partido político                                     | 2019  | 2019  | 2019       | 2015  | 2015  | 2015       | 2011  | 2011  | 2011       | 2007  | 2007  | 2007       | 2003  | 2003  | 2003       |
| Partido político                                     | %     | Votos | Concejales | %     | Votos | Concejales | %     | Votos | Concejales | %     | Votos | Concejales | %     | Votos | Concejales |
| Candidatura e Independientes por Vallejera (CV e IV) | 67,31 | 35    | 3          | 64,44 | 29    | 3          | 74,47 | 35    | 3          | 66,67 | 30    | 1          | 70,73 | 29    | 1          |
| Partido Socialista Obrero Español (PSOE)             | 21,15 | 11    | 0          | 22,22 | 10    | 0          | 4,26  | 2     | 0          | 29,03 | 9     | 0          | 9,76  | 4     | 0          |
| Partido Popular (PP)                                 | 5,77  | 3     | 0          | 8,89  | 4     | 0          | 19,15 | 9     | 0          | 13,33 | 6     | 0          | 12,20 | 5     | 0          |
| Unión del Pueblo Salmantino (UPSa)                   | —     | —     | —          | —     | —     | —          | —     | —     | —          | 2,22  | 1     | 0          | —     | —     | —          |